# Vyhne
Vyhne (bis 1927 slowakisch auch „Vyhňorany“; deutsch Eisenbad selten auch Eisenbach, ungarisch Vihnyepeszerény – bis 1888 Vihnye) ist eine Gemeinde in der Mittelslowakei. Sie liegt in den Schemnitzer Bergen, etwa 12 km von Banská Štiavnica und 17 km von Žiar nad Hronom entfernt.

## Geschichte

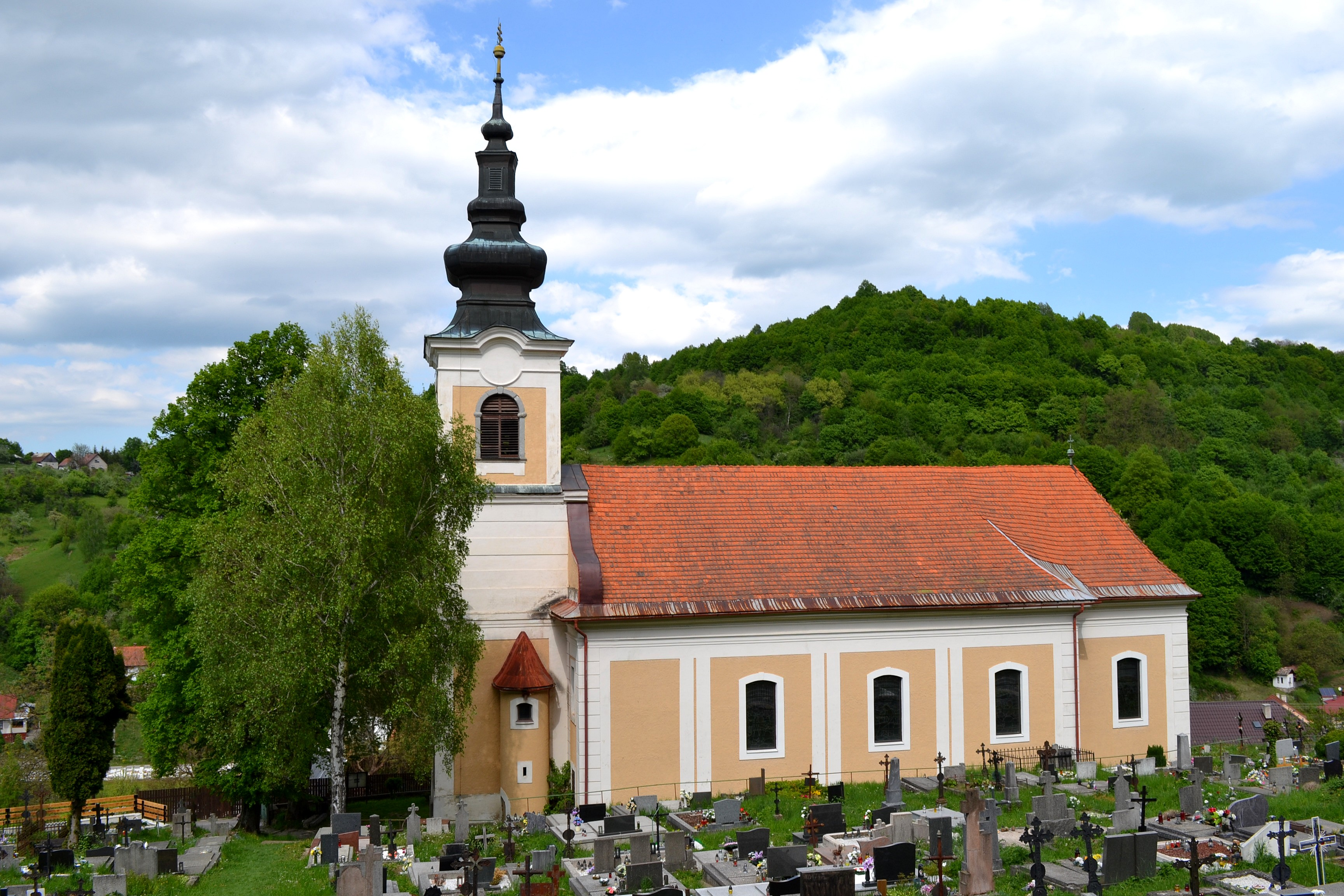
Römisch-katholische Kirche St. Michael

Der Ort wurde 1326 erstmals schriftlich als Vyhine erwähnt, es gibt jedoch Hinweise auf den Ort im Jahre 1256. Im Ort befindet sich die älteste noch in Betrieb befindliche Brauerei in der Slowakei, die 1473 gegründet wurde. Vyhne war auch ein Zentrum des Bergbaus. Gold, Silber und Eisenerz wurden gefördert und das Eisenerz auch verarbeitet.
Der Ort ist auch ein ehemaliger Kurort. Das Heilbad mit Thermalquellen (37 °C) wurde 1497 durch den Schemnitzer Unternehmer E. Rössl gegründet und wurde hauptsächlich von den Hauern genutzt, es wurde aber auch von dem Fürst von Siebenbürgen Franz II. Rákóczi und dem ungarischen Schriftsteller Mór Jókai besucht. Das Heilbad brannte im April 1945 nieder. Heute existiert an der Stelle des Bades ein Aquapark, genannt Vodný raj Vyhne (wörtlich „Wasserparadies Vyhne“). In der Nähe des Ortes liegt das nationale Naturreservat Kamenné more (wörtlich „Steinmeer“).
Ein Polizeihaftlager für emigrationswillige Juden wurde in Vyhne, im Rahmen der Konzentrationslager Ende September 1939 errichtet. Im April 1941 wurde das Lager in ein Arbeitslager umgewandelt. Die dort inhaftierten slowakischen Juden mussten Zwangsarbeit, vor allem für Bauarbeiten in den örtlichen Staatsbädern leisten. Später wurden auch chemotechnische Produkte hergestellt. 1943 geb es 343 männliche und 134 weibliche Zwangsarbeiter im Lager. Das Lager Vyhne bestand bis August 1944, als im Slowakischen Nationalaufstand die Häftlinge vorübergehend befreit wurden.

## Bevölkerung
| Jahr                | 1994 | 2004     | 2014    | 2024    |
| ------------------- | ---- | -------- | ------- | ------- |
| Anzahl der Personen | 1515 | 1341     | 1227    | 1117    |
| Unterschied         |      | −11,48 % | −8,50 % | −8,96 % |

| Jahr                | 2023 | 2024 |
| ------------------- | ---- | ---- |
| Anzahl der Personen | 1117 | 1117 |
| Unterschied         |      | +0 % |

## Ortsteile
Der Ortsteil Vyhnianske Teplice wurde schon nach 1808 eingemeindet, das Nachbardorf Peserín nach 1888. Banky gehörte von 1971 bis 1998 zur Gemeinde.